# 1495 w polityce

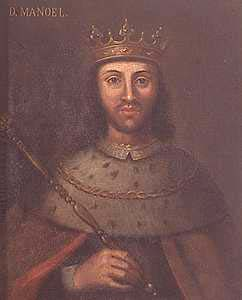
Manuel I Szczęśliwy z dynastii Avizów

Wydarzenia polityczne w 1495 roku.

## Wydarzenia
- 25 października – Manuel I Szczęśliwy zostaje królem Portugalii[1][2].

## Zmarli
- 16 lutego Janusz II, książę płocki (ur. 1455)[3].
- 25 października – Jan II Doskonały, król Portugalii (ur. 1455)[4][5]